# Jackie Loughery
Jacqueline Loughery, detta Jackie (New York, 18 aprile 1930 – Los Angeles, 23 febbraio 2024), è stata una modella e attrice statunitense.

## Biografia
Nata a New York il 18 aprile 1930, Jackie Loughery fu la prima vincitrice del concorso Miss New York e la prima vincitrice di Miss USA, che si tenne a Long Beach in California. Si aggiudicò quest'ultimo titolo nel 1952 ed ebbe così la possibilità di partecipare a Miss Universo, dove si piazzò al nono posto.
Parte del suo premio di Miss USA includeva un contratto con la Universal Pictures, che le permise di intraprendere una carriera nel mondo della televisione e del cinema. Adottò il nome d'arte Evelyn Avery, ma il più delle volte fu accreditata col suo vero nome. Nel 1954 affiancò Johnny Carson nel programma televisivo Earn Your Vacation. Apparve in numerose pellicole, fra cui Mezzogiorno di... fifa (1956) con Dean Martin e Jerry Lewis e The D.I. (1957) con Jack Webb. Affiancò anche Edgar Buchanan e Jack Buetel nella serie televisiva Judge Roy Bean (1956), nel ruolo di Letty, la nipote del protagonista.
Morì a Los Angeles il 23 febbraio 2024 all'età di 93 anni.

## Vita privata
Nell'ottobre 1953 sposò il cantante Guy Mitchell, e nel luglio 1958 l'attore Jack Webb. Divorziò da Webb nel marzo 1964 e sposò il suo terzo marito, con cui visse per il resto della vita ad Encino (California), cambiando il proprio nome in Jackie Loughery Switzer (o Schwitzer). Non ebbe figli.

## Filmografia parziale

### Cinema
- L'avventuriero della Luisiana (The Mississippi Gambler), regia di Rudolph Maté (1953)
- Viaggio al pianeta Venere (Abbott and Costello Go to Mars), regia di Charles Lamont (1953)
- Portami in città (Take Me to Town), regia di Douglas Sirk (1953)
- I veli di Bagdad (The Veils of Bagdad), regia di George Sherman (1953)
- L'avventuriero di Burma (Escape to Burma), regia di Allan Dwan (1955)
- Il figlio di Sinbad (Son of Sinbad), regia di Ted Tetzlaff (1955)
- Brooklyn chiama polizia (The Naked Street), regia di Maxwell Shane (1955)
- Mezzogiorno di... fifa (Pardners), regia di Norman Taurog (1956)
- The D.I., regia di Jack Webb (1957)
- Eighteen and Anxious, regia di Joe Parker (1957)
- Operazione uranio (The Hot Angel), regia di Joe Parker (1958)
- A Public Affair, regia di Bernard Girard (1962)

### Televisione
- Damon Runyon Theater – serie TV, episodio 1x09 (1955)
- West Point – serie TV, episodio 1x12 (1956)
- 26 Men – serie TV, episodi 1x33-1x35 (1958)
- Ispettore Dante (Dante) – serie TV, episodio 1x03 (1960)
- Surfside 6 – serie TV, episodio 1x12 (1960)
- Ricercato vivo o morto (Wanted: Dead or Alive) – serie TV, episodio 3x06 (1960)
- Bonanza – serie TV, episodio 5x10 (1963)
- La legge di Burke (Burke's Law) – serie TV, episodio 1x04 (1963)